# Реците јој ветрови
Реците јој ветрови је други студијски албум Братислава Бате Здравковића, који је издат 1993. године за издавачку кућу ПГП РТБ на аудио-касети. За бугарско тржиште је фирма Фолктон (буг. Фолктон) вршила дистрибуцију албума.

## Списак песама
| №  | Назив                     | Трајање |  |
| 1. | Реците јој ветрови        |         |  |
| 2. | Реке туге                 |         |  |
| 3. | Ех, да имам....           |         |  |
| 4. | Мост љубави               |         |  |
| 5. | Да сам знао               |         |  |
| 6. | Потражи ме Међу пијанцима |         |  |
| 7. | Не точите вино            |         |  |
| 8. | Цветај ружо               |         |  |
| 9. | Дуге јесење кише          |         |  |